# Richard Trinkler
Richard Trinkler (n. 22 august 1950, Sirnach⁠(d), cantonul Thurgau, Elveția) este un ciclist elvețian, medaliat olimpic. A participat la 3 ediții ale Jocurilor Olimpice (1976, 1980, 1984) în care a câștigat o medalie de argint.